# ピート・ナムルック
ピート・ナムルック（Pete Namlook、本名：Peter Kuhlmann、1960年11月25日 - 2012年11月8日）は、ドイツ・フランクフルト出身のアーティストで、アンビエント、および電子音楽レーベルFAX+49-69/450464の代表者である。
「Namlook」という特徴的な綴りは、本名である「Kuhlmann」を逆さから読んだものを元にしている。

## 略歴
ナムルックは、1980年代頃よりフュージョン・バンドでギタリストとして活動していたが、次第に電子音楽に傾倒し、1990年代に入るとドイツのPODレーベルなどからサム・ペルズ（Sam Pels）という名を用いていくつかの作品をリリース、これを踏み台にして1992年夏にFAX+49-69/450464を設立する。
非常に多作であり、レーベルの設立直後から1年間の間はほぼ週に1枚から3枚の12インチレコードをリリース、および少量のCDアルバム作品をリリースしていた。しかし1993年の中頃に入るとややペースが落ち、レーベル設立1周年記念としてリリースされた『1 Year Ambient』と『1 Year Dance』でレコード作品に一旦区切りを付けた（この頃には既にCDのリリースが増えている)。2007年時点でも1ヶ月単位で新作が発表されており、これまで発表されたCDアルバムだけで150作以上の数になる。また、ナムルックの作品は基本的にFAX以外のレーベルからリリースされることはない（他のレーベルへライセンスされた作品を除く）。ただし、他のアーティストの作品にゲストとして参加することはあり、例としてリサ・カーボン（Lisa Carbon）のアルバム『Trio de Janeiro』でギター・ソロを披露している。
2012年11月8日、死去。51歳没。

## 音楽
レーベル設立当初から1年間は主にアナログ・レコードで、激しいトランステクノ作品を数多くリリースしていたが、現在はCDアルバム単位でアンビエントを含む広義の意味での電子音楽作品が中心である。
ナムルックは音作りにおいてアナログシンセサイザーを特に好み、1970年代以降のドイツの電子音楽を思わせるような非常に大掛かりなシステムを使用した壮大な作品も多い。しかし稀に非常に実験的な作品を発表することもあり、近年ではMacintoshを使用したエレクトロニカ的手法を用いた作品も存在し、スペシャルサンクスとしてソフトウェア・シンセサイザーのメーカーの人物名が挙げられていることもある。また、共演者によってその演奏スタイルが変わることが大きな特徴で、時には自己主張をほとんど抑えて効果などの裏方に徹することもある。
余談として、1990年代後半に『The Dark Side Of The Moog』シリーズで共演したクラウス・シュルツェから年代物の巨大なモーグ・シンセサイザーを買い取ったことがある。これは『The Dark Side Of The Moog』が10作目で完結した2005年、イーベイに出品された（その後、2008年に11作目が発表されている）。

## 近年のナムルック
2006年5月にリリースされた『Virtual Vices V』から、DTSによる5.1chサウンドに対応、通常のプレーヤーで再生できるステレオ版CDとのカップリングによる2枚組セットとして発売された。この新しい試みによって限定生産数は500枚へと減少（実質枚数は1000枚になる）、販売価格も上昇し、入手しにくいものになった。しかし、この試みは2007年1月にリリースされた『2350 Broadway 4』におけるテツ・イノウエとの約10年ぶりの共演に結びつくことになる。また、2007年9月から11月まで、『Move D - Namlook』の13作目から15作目を連作『Raumland Trilogie』と題し、3ヶ月連続でリリースした。

## ディスコグラフィ
2007年11月時点。しかし、すべて記載すると膨大なものになるため、主な作品のみ記載する。詳細は外部リンクの2350.org等を要参照。ただし先述したようにナムルックの作品は基本的にFAXレーベルからのみリリースされるため、型番の法則さえ覚えれば全貌を把握することは容易である。以下のリストのカッコ内の数字はシリーズの数を表し、その後ろは共演者名である。

### ソロ、およびドイツ国内のアーティストとの作品
型番PK08/000
- Air (5)
- Namlook (20)
- Seasons Greetings (4) ※型番はSEA00
- Silence (5) Dr.Atmo(共演は2、参加は3まで。以降はNamlookのソロ)
- The Dark Side of The Moog (10) Klaus Schulze
- Virtual Vices (5) Wolfram DER Spyra
- Jet Chamber (5) Atom Heart (5ではAtom™名義)
- Move D - Namlook (15) David Moufang
- Koolfang (3) David Moufang
- Elektro (2) Robert Görl (DAF)

### ドイツ以外のアーティストとの作品
型番PW00
- 2350 Broadway (4) Tetsu Inoue
- Shades of Orion (3) Tetsu Inoue
- From Within (3) Richie Hawtin
- Outland (5) Bill Laswell
- Psychonavigation (5) Bill Laswell
- The Fires of Ork (2) Geir Jenssen (Biosphere)
- Sultan (3) Burhan Öçal
- Dreamfish (2) Mixmaster Morris

### Yesterday & Tomorrow
1993年から1995年にかけて3作品リリース。ナムルックは本名のPeter Kuhlmannとしてクレジットされている。カッコ内は共演者。
- YT 1 Passion (Jürgen Rehberg)
- YT 2 Wandering Soul (Alban Gerhardt)
- YT 3 The Sunken Road (Jürgen Rehberg, Lucia Mense)